# Metapodatek
Metapodatek (opodatek) je podatek, ki vsebuje informacije o nekem podatku, a ni del le-tega. Primer metapodatkov so dimenzije fotografije, vendar niso del slike.
Metapodatki vsebujejo podatke o podatkih; obsegajo podatke, ki se nanašajo na vsebino, strukturo, kvaliteto, lastništvo, distribucijo, tehnologijo, namen, uporabnost in druge elemente, ki so pomembni za pravilno interpretacijo oziroma uporabo podatkov. Prava definicija pojma ni znana, kar na številnih področjih, ki imajo stik z metapodatki, privede do različnih dojemanj.
Pomagajo nam pri iskanju pomembnih informacij o elektronskih virih in njihovi lokalizaciji, kar je pomembno še prav posebej v zadnjih letih, predvsem zaradi velikega porasta elektronskih virov. Poleg lokalizacije je pomembna tudi ohranitev le-teh virov ter metapodatkov, da bodo tako dostopni tudi v prihodnosti. 
Izraz metapodatki so prvič uporabili okoli leta 1960, uradno pa leta 1970 v kontekstu DBMSs (Database Management Systems). Woodley (1999) je našel prvo omembo t. i. 'meta-data' (ang.) v diplomski nalogi o 'infologičnem pristopu do baz podatkov'. Izraz se je najhitreje razširil v Severni Evropi, vendar je kmalu postal priljubljen po celem svetu.
Večina metapodatkov je očem nevidna, saj se uporabljajo predvsem za izmenjavo podatkov med sistemi. Vidni primeri so HTML metaoznake (ang. metatags) na spletnih straneh in MARC zapisi za prenašanje datotek med knjižničnimi sistemi, lahko pa so tudi izraženi v strukturiranemu jeziku, npr. XML jeziku (Extensible Mark-up Language). Metapodatki , vgrajeni v HTML spletno stran, so vidni preko Dublin Core Element System-a, metapodatkovnega sistema za opisovanje spletnih virov.
Metapodatke lahko zasledimo na različnih mestih in v različnih oblikah. Na primer, metapodatki na spletno stran ali elektronski dokument so lahko del dokumenta samega, vgrajeni neposredno v dokument kot metaoznake. Metapodatke v takšni obliki lahko beremo v HTML ali XML obliki, in jih ne bomo mogli najti, denimo, na spletnem iskalniku. Metapodatke lahko najdemo tudi kot del digitalnega objekta, torej kot del celote. Tak primer so digitalizirani glasbeni albumi, na katerih je denimo deset skladb, slike ovitka, besedilo skladb in še kaj. Takšni metapodatki so vidni le preko sistemov za upravljanje vsebin, kateri so pomembni za nastanitev podatkov v digitalni arhiv. Metapodatke pa lahko najdemo tudi kot nadomestne zapise, kateri so ločeni od vira informacij, katerega opisujejo. Ti omogočajo uporabnikom brskanje po več zapisih hkrati, namesto iskanja posameznih virov. 

## Funkcije metapodatkov
Funkcija metapodatkov je bila že večkrat definirana, zadnji model predstavitve funkcije pa je v svoji knjigi Metadata for information management and retrieval predstavil David Haynes – 'model petih točk':
1. Opis vira – pomembno predvsem za organizacije, ki morajo opisati svoja informacijska sredstva.
2. Iskanje vira – pomembno na vseh področjih, a najbolj na akademskem. Priskrbi verodostojne vire informacij.
3. Vzdrževanje in shranjevanje vira – pomembno za ohranjanje življenjskega cikla virov in posodabljanje podatkov.
4. Dokumentiranje lastništva in avtentičnosti vira – metapodatki priskrbijo dokaz o avtentičnosti spletnega dokumenta in dokaz o lastništvu.
5. Interoperabilnost – metapodatki služijo kot povezava med različnimi knjižničnimi in drugimi organizacijskimi sistemi.

## Zgodovinsko ozadje

### Knjižnični katalogi
Čeprav je izraz 'metapodatek' relativno nov, izvira še iz časa slavne Aleksandrijske knjižnice, kjer je bil zaposlen Kalimah, pesnik, avtor, prvi bibliograf, kritik in prvi, ki je izoblikoval idejo o urejanju podatkov. Še danes je znan po katalogu Pinakes, v katerem je popisal 500.000 zvitkov knjižnice in je prvi znan primer metapodatkov. Sam katalog pa je obsegal 120 zvitkov, le-te pa je uredil po vsebini in žanru. 
V Zahodni Evropi se je katalogiziranje knjižničnih zbirk sprva razvilo v cerkvenih, kasneje pa še v visokošolskih knjižnicah. V kasnejših letih je katalogizacija prehajala skozi različna manjša razvojna obdobja, dokler se niso v 14. stoletju v katalogih našli že podatki o nahajališču knjig, v 16. stoletju pa so se pojavili prvi abecedni katalogi. Vedeti je potrebno, da so do tega časa kataloge uporabljali le za popis imetja.
Moderni katalogi segajo v leto 1776, ko je cesarica Marija Terezija izdala prva navodila za delovanje knjižnic v cesarstvu, 1791, ko je bil napisan Francoski zakonik, prvi katalogizacijski pravilnik. Katalogizacijska pravila je napisal tudi Anthony Pannizzi za British Museum Library. Objavljena so bila leta 1876. Na prelomu stoletja sta svoja katalogizacijska pravila razvila tudi American Library Association ter Library Association in the UK, kar je leta 1904 pripeljalo do sporazuma o sodelovanju in poenotenju katalogizacijskega zakonika. Le-ta je bil objavljen leta 1908. 
V kasnejših letih so sledile nove različice pravilnikov, med njimi Pravilnik in priručnik za izradbu abecednih kataloga Eve Verona l. 1983 in 1986) in Anglo-ameriška katalogizacijska pravila (AACR (Anglo-American Cataloguing Rules); AACR, 2002a; AACR 2002b).

### Elektronski katalogi
Računalnike so začeli uporabljati v namene katalogizacije v 60. letih dvajsetega stoletja, ko je bil ustanovljen nov format kataloških zapisov, MARC (MAchine Readable Cataloguing). Čeprav je bil MARC najprej uporabljan večinoma za hitrejšo predelavo in obdelavo listkovnih kataloških podatkov, so ga kasneje knjižnice začele uporabljati kot orodje za izmenjavo kataloških podatkov, kar je opazno zmanjšajo stroške katalogizacijskega materiala. Dostopnost MARC-a je dala povod za razvoj iskalnih katalogov, kar dandanes omogoča uporabniku iskanje informacij po katalogih, celo po več knjižničnih katalogih obenem. Kasneje so izšle nadgrajene verzije MARC-a, ki so se večinoma imenovale po državah, katere so pokrivale – USMARC, UKMARC, NORMARC… vendar pa je ta format postal mednarodno dostopen šele z uveljavitvijo MARC21. 
Širjenje in uspeh elektronskih katalogov ter razvoj tekstovnih baz podatkov je porodilo potrebo po novih znanjih in veščinah, kar pa je posledično privedlo do razvoja informacijske znanosti kot znanosti. Čeprav so metapodatke najprej uporabljali v knjižničnih katalogih, so zdaj pogosti v managementu, založniški industriji, vladnih organizacijah, med statistiki in drugje. Metapodatki so koristni predvsem ker so dobro orodje za opisovanje elektronskih virov, omogočajo bolj dosledno iskanje in organiziranje le-teh virov, ter služijo pri izmenjavi podatkov med organizacijami.

## Vrste metapodatkov
Metapodatke lahko delimo glede na široko sliko le-teh ter na delitev glede na kompleksnost. Glede na splošno, široko sliko, je najbolj splošna in uporabljana delitev na strukturne, deskriptivne in administrativne podatke. Potrebno pa se je zavedati, da so meje med temi skupinami zabrisane, včasih tudi do mere neločljivosti, saj skupine niso standardizirane. Posamezni metapodatkovni elementi (element je en del metapodatka)lahko torej spadajo tudi v več skupin hkrati.
Razen najbolj znane delitve metapodatkov v tri skupine, obstajajo še druge različne delitve metapodatkov – strukturni in vodniški metapodatki (ang. Guide metadata): Bretheron in Singley; tehniški in procesni metapodatki (ang. process metadata): Kimball; opisni, strukturni in administrativni metapodatki: NISO (National Information Standards Organization). Do tolikerih delitev in neenotnih mnenj o metapodatkih pride zaradi zmede na tem področju, ter zaradi mnogih različnih definicij pojma samega. 
Delitev metapodatkov glede na kompleksnost je, prav tako kot delitev glede na široko sliko, delitev na tri skupine. V prvo skupino spadajo preprosti formati, v katerih so podatki le izvleček vira samega. Tak primer lahko vidimo na spletu, kjer je izvlečeni podatek iskalno izhodišče avtomatiziranega indeksiranja (torej ključne besede, ki jih vtipkamo v iskalni okvirček). V drugo skupino spadajo strukturirani formati. Ta stopnja metapodatkov ima osnovne predloge za ustvarjanje metapodatkov, kar pomeni, da je lahko razumljiva tudi laikom na tem področju, vključuje namreč zapisovanje metapodatkov v HTML Meta Tags formatu. V tretjo skupino spadajo bogati, kompleksni formati, kateri so v splošni rabi profesionalnih organizacij - muzejev, knjižnic, arhivov in podobnih. Takšno zapisovanje podatkov je zelo natančno in razumljivo. Zapisovanje poteka v formatih AACR2, MARC, ter drugih tem podobnih.
Metapodatke lahko uporabimo tudi za zapisovanje virov glede na različne stopnje razdrobljenosti - lahko so ustvarjeni za posamezne vire informacij, za diskretne komponente teh virov, ali pa za skupine več virov informacij. Torej, metapodatke lahko uporabimo za opisovanje: 
- ene spletne strani, na kateri je besedilo, slika ali ena multimedijska datoteka, ali pa kombinacija katerih koli od naštetega;
- posameznega video posnetka (ali slike ali besedila,...), vgrajenega na to spletno stran;
- celotne spletne strani z besedilom, video posnetkom, in morda še druge spletne strani.

## Značilnosti metapodatkov
- administrativni metapodatki: za vzdrževanje in shranjevanje.
- podatki za ohranjanje: zagotavljanje dolgoročne dostopnosti in obnavljanje vira, vsebovanje podatkov o le-tem.
- strukturni metapodatki: vsebujejo tehnične podatke, podatke o zgradbi dokumenta.
- opisni metapodatki: zapis identifikacije vira informacije in analiza njegove vsebine. Vsebuje podatke kot so avtor, datum itd.

## Metapodatkovne sheme
Metapodatki ne morejo obstajati v celotnem obsegu brez strukturiranih opisov virov, ki morajo biti standardizirani in nadzorovani. Brez formalne strukture se metapodatki ne bi kaj dosti razlikovali od dostopanja do virov po ključnih besedah. Dva osnovna sestavna dela metapodatkov so elementi in sheme. Elementi so posamezne kategorije ali področja, ki držijo skupaj posamezne dele opisa vira; sheme pa so skupine elementov, ki poskrbijo za potrebe posameznih skupnosti. Elementi po navadi navajajo avtorja, kreatorja, enotni identifikator, datum nastanka, predmet in podobno. Sheme so lahko splošne, vendar pa tako ne služijo svojemu polnemu namenu. večina jih je zato ustvarjena za specifične tipe virov informacij, ali pa za neke posebne namene - nekatere služijo vladi, nekatere arhivom, nekatere knjižnicam, itd. Posledično se sheme med seboj zelo razlikujejo. Medtem, ko se nekatere osredotočajo na opisne elemente, ki podpirajo odkritje in identifikacijo vira, se druge osredotočajo na pridobivanje elementov za administrativne in strukturne razloge. Smiselno je torej, da ne obstaja ena shema, ki bi pristajala vsem metapodatkom. 
Glede na prepričanje Sherry Vellucci obstajajo tri značilnosti, ki jih ima vsaka metapodatkovna shema. To so semantika, sintaksa ter struktura. Semantika se nanaša na pomen različnih metapodakovnih elementov, sintaksa se nanaša na kodiranje metapodatkov, struktura pa se nanaša na podatkovni model,ki ga uporabljamo za oblikovanje načina, v katerem so metapodatki izraženi. 
Pozitivni lastnosti metapodatkovnih shem sta interoperabilnost in prilagodljivost.